# ميلوراد نيكوليتش
ميلوراد نيكوليتش هو لاعب كرة قدم صربي في مركز حراسة المرمى، ولد في 6 فبراير 1984 في بلغراد في صربيا. لعب مع نابريداك كروشيفاتس ونادي روجومبيروك.

## وصلات خارجية
- ميلوراد نيكوليتش على موقع قاعدة بيانات كرة القدم.إي يو (الإنجليزية)
- ميلوراد نيكوليتش على موقع Soccerway.com (الإنجليزية)
- ميلوراد نيكوليتش على موقع عالم كرة القدم.نت (الإنجليزية)